# Нумизматический музей Афин
Нумизматический Музей в Афинах (греч. Νομισματικό Μουσείο) — нумизматический музей, расположенный в городе Афины. Один из старейших и крупнейших общественных музеев Греции. Музей обладает одной из самых масштабных коллекций монет в мире, как древних, так и современных. С 1984 года располагается в доме Генриха Шлимана — «Илиу Мелатрон».

## История

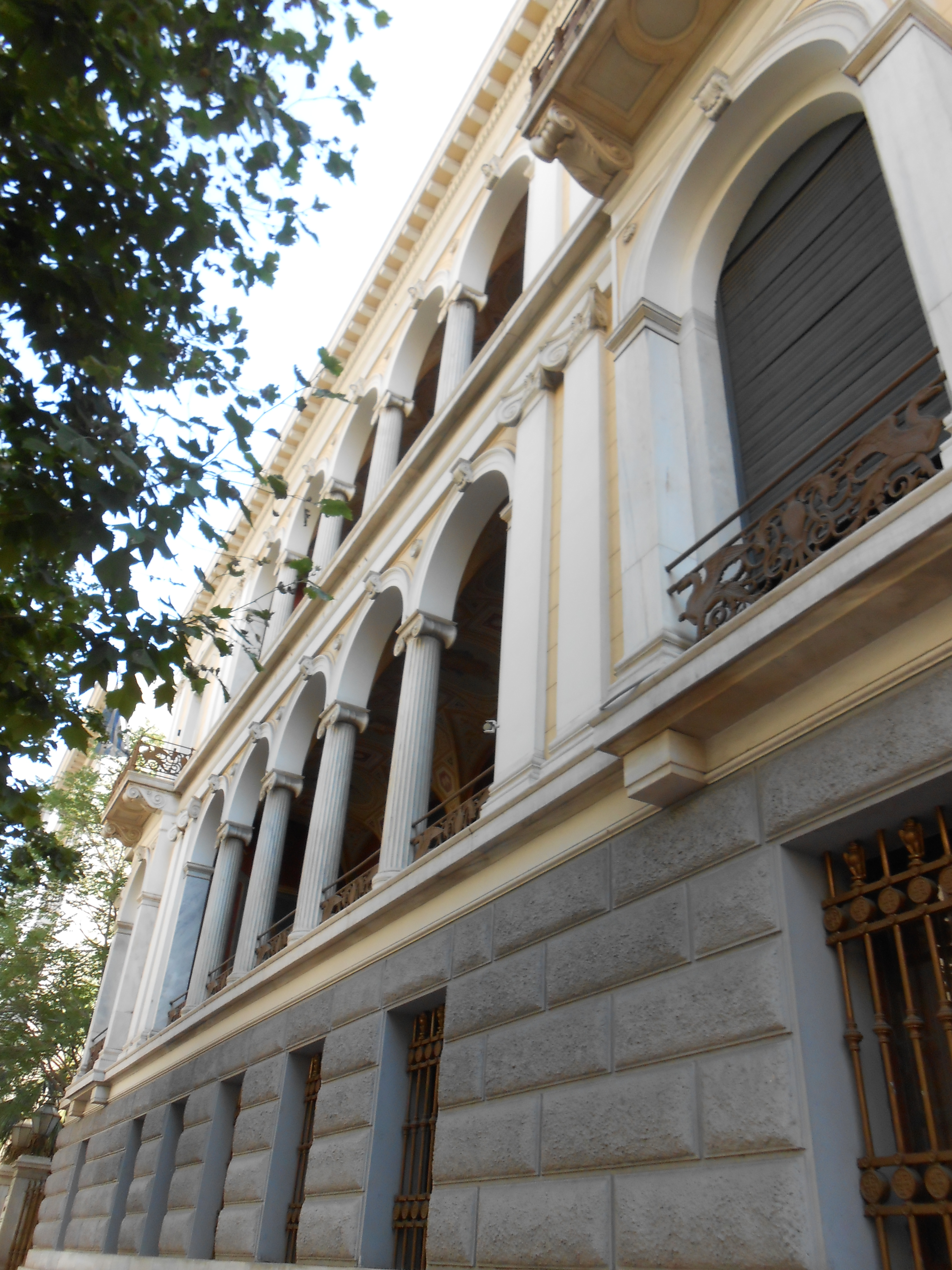
Фасад здания

Нумизматический музей Афин был основан в 1838 году, практически в одно время с Национальным археологическим музеем. Предпосылками к созданию музея стали любовь к античности, распространенная в то время в Европе и желание сохранить национальное культурное наследие Греции. С 1843 года музей вместе с Национальной библиотекой Греции располагался в помещениях Афинского университета.
В 1856 году директором музея был назначен Ахилл Постолакас (Achilles Postolakas) — эксперт в нумизматике, который проработал в музее до 1888 года. Он заложил основы научной организации музея, увеличил количество экспонатов и пополнил музейную библиотеку. В 1867 году нумизматический музей был законодательно определён как филиал Национальной библиотеки Греции. В 1890 году организована первая выставка монет.
В 1893 году музей стал независимым и к 1910 году перешёл в управление археологического отдела Министерства культуры Греции. В этот период музей пополнялся за счёт кладов и приобретения большого числа нумизматических коллекций. Одновременно музей становится всемирно признанным научным центром. В музее проводятся фундаментальные исследования по монетам Крита, Афин, Птолемеев. Издаётся журнал по археологической нумизматике.
До 1940 года Музей оставался в помещении Афинской Академии, но из-за Второй мировой войны все ценности были перевезены в Банк Греции. С 1946 по 1956 год нумизматическая коллекция была представлена на первом этаже Национального археологического музея. В 1965 году нумизматическая коллекция получила административную автономию и с 1977 года стала официально называться «Нумизматический музей». В 1960-е годы музей продолжает развиваться. Важные шаги были предприняты в каталогизации и управлении коллекциями. Проведена реэкспозиция древних кладов, музей активно участвует в создании современной исследовательской методологии. В 1970-х годах открыты реставрационные мастерские, запущены первые образовательные программы.
В 1984 году Министерство культуры Греции определило для размещения Музея нумизматики здание «Илиу Мелатрон» («Iliou Melathron»). С 1994 года происходит расширение коллекций, запущены европейские партнерские программы, у музея появился сайт в сети Интернет. В 1998 году на первом этаже Илиу Мелатрон открылась постоянная экспозиция музея.
В 2003 году коллекции, библиотека и оборудование музея были полностью перенесены в новое здание. Одновременно с реставрационными работами на фасаде здания проводились инфраструктурные улучшения. Был построен лифт для людей с ограниченными возможностями, открыто кафе в саду музея. Большое внимание было уделено роли музея в культурной и социальной жизни города в виде лекций, мероприятий и образовательных программ.
В 2007 году открыты постоянные экспозиции на втором этаже «Илиу Мелатрон».
| Список директоров | Список директоров           | Список директоров |
| #                 | Директор                    | Период            |
| ----------------- | --------------------------- | ----------------- |
| 1                 | Андрэас Мустоксидис         | 1829-1832         |
| 2                 | Кристиан Гид                | 1834-1836         |
| 3                 | Людвиг Росс                 | 1836-1837         |
| 4                 | Куриакос Питтакис           | 1837-1842         |
| 5                 | Георгиос Геннадис           | 1842-1843         |
| 6                 | Георгиос Козакис            | 1843-1856         |
| 7                 | Ахиллеас Постолакас         | 1856-1888         |
| 8                 | Иоаннис Своронас            | 1890-1922         |
| 9                 | Георгиос Ойканомос          | 1923-1928         |
| 10                | Константинос Констандопулос | 1928-1940         |
| 11                | Иоаннис Милиадис            | 1940              |
| 12                | Ирини Варуча-Кристодулопулу | 1940-1963         |
| 13                | Мандо Оекономидес           | 1964-1994         |
| 14                | Иоаннис Турацоглу           | 1994-2002         |
| 15                | Деспина Евгениду            | 2002-2011         |
| 16                | Георгиос Какавас            | 2012 — н.в.       |

## Здание музея
В настоящее время музей расположен в здании, известном как «Илиу Мелатрон» («Илионский дворец»), бывшем особняке археолога Генриха Шлимана. Особняк был построен в 1881 году под руководством архитектора Эрнста Циллера и является памятником архитектуры, сочетающим в себе элементы эпохи Возрождения и неоклассицизма.
Стены и потолки здания украшает живопись, стилизованная под интерьер дворцов Помпеи, выполненные словенским художником Юрием Шубицем. Помимо фресок, на стены дворца нанесены избранные цитаты из произведений знаменитых древнегреческих поэтов и писателей, таких как, Гомер, Лукиан Самосатский, Пиндар и Гесиод.
В прежнее время здание использовалось для заседаний суда и было сильно повреждено. Основная часть реставрационных работ была выполнена к 1998 году, однако процесс восстановления продолжался до 2007 года. При музее работают реставрационные мастерские, кафе и магазин.

## Коллекция
Коллекция музея содержит более 500 000 объектов: монеты, медали, печати, драгоценные камни, книги и документы. На территории Греции нередки случаи обнаружения древнегреческих, римских, византийских, средневековых и современных кладов. Более 190 000 монет пополнили коллекцию музея благодаря 670 таким находкам. Более чем 50 000 монет поступило с археологических раскопок в материковой Греции (Аргос, Олимпия, Коринф, Дельфы). Часть экспонатов была пожертвована музею или приобретена им.

Мексиканский доллар 1838 года выпуска
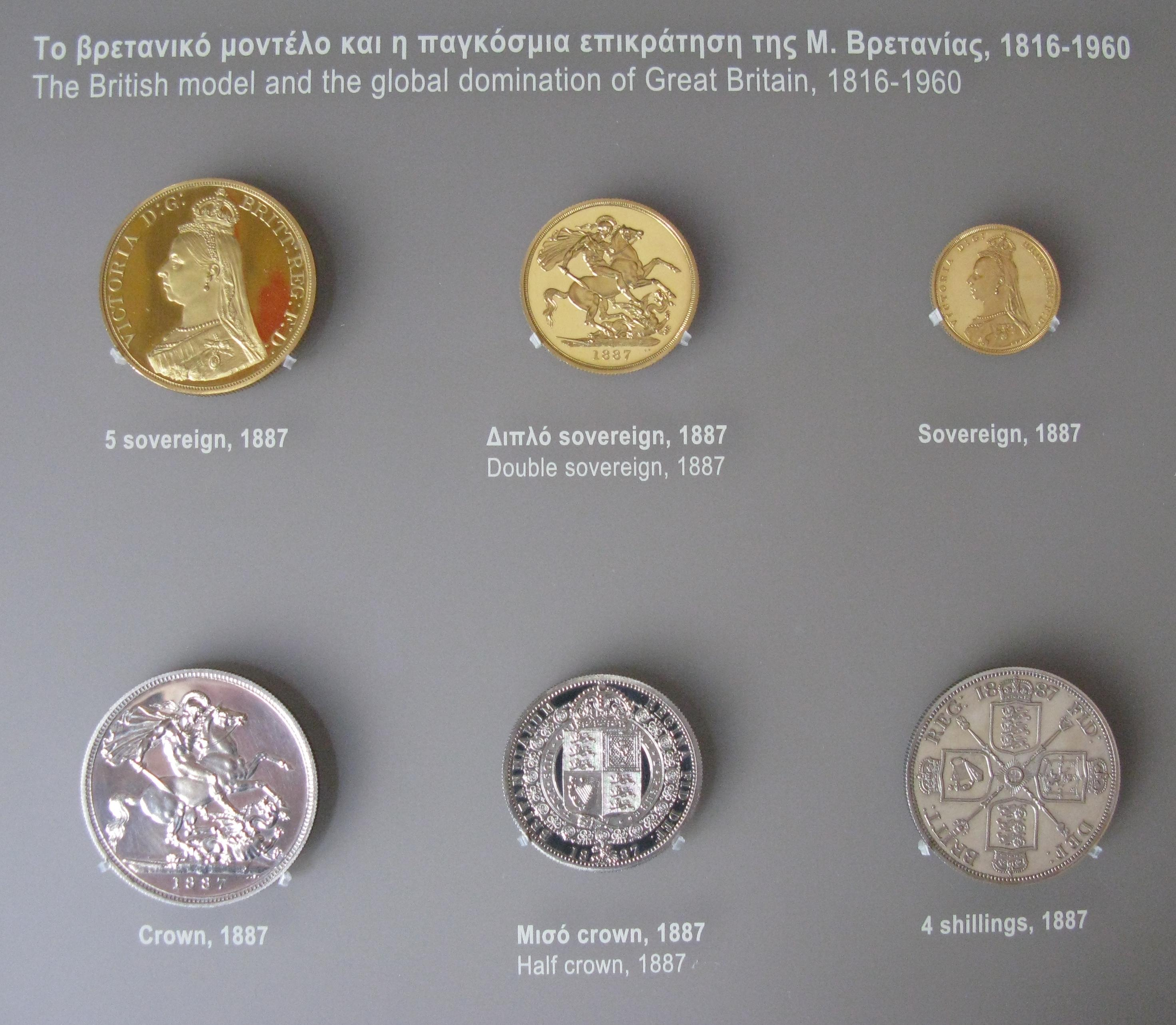
Монеты Британской империи, 1816—1960
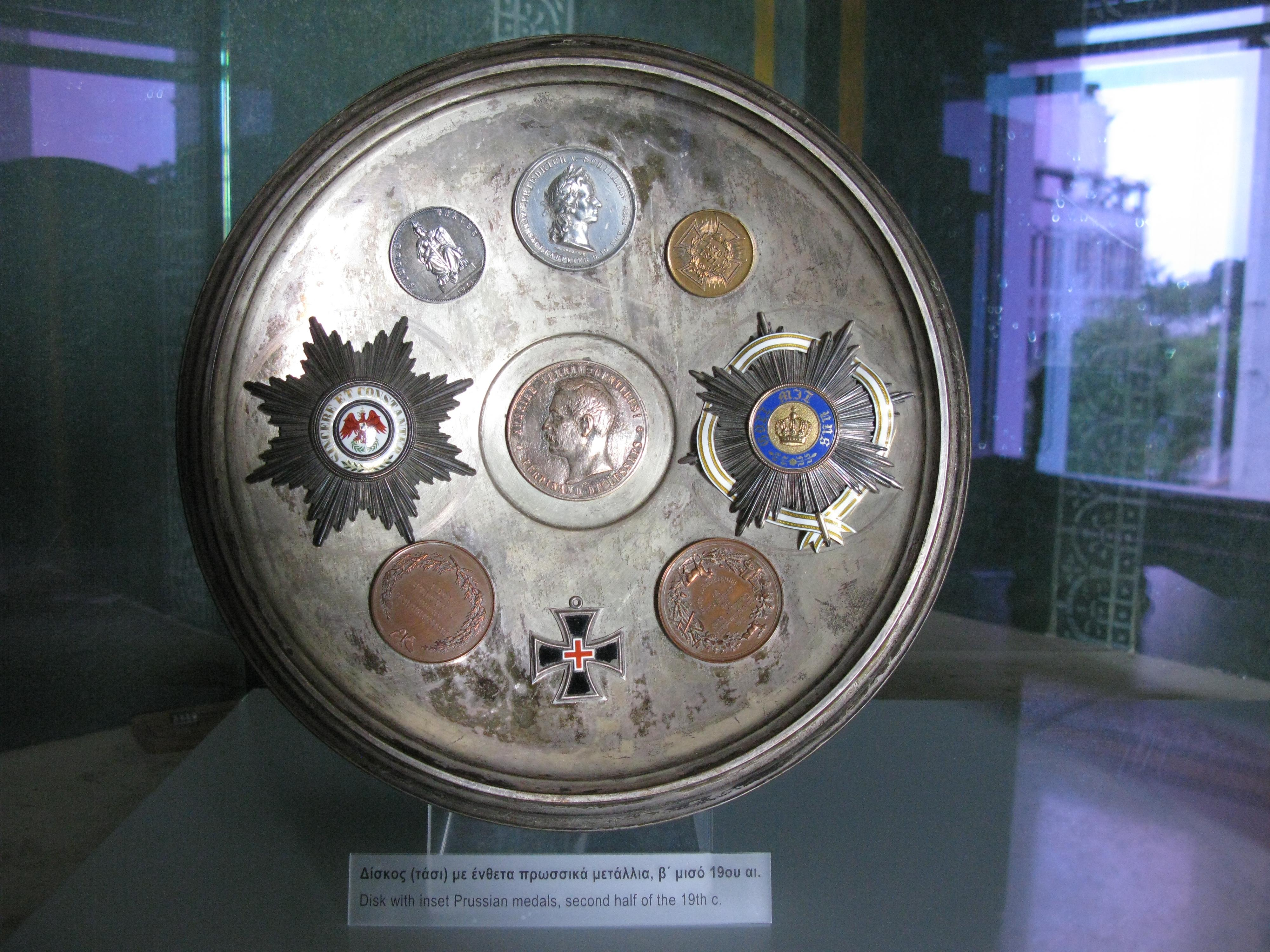
Металлический диск с расположенными на нём медалями Прусского государства. 2-я половина XIX века
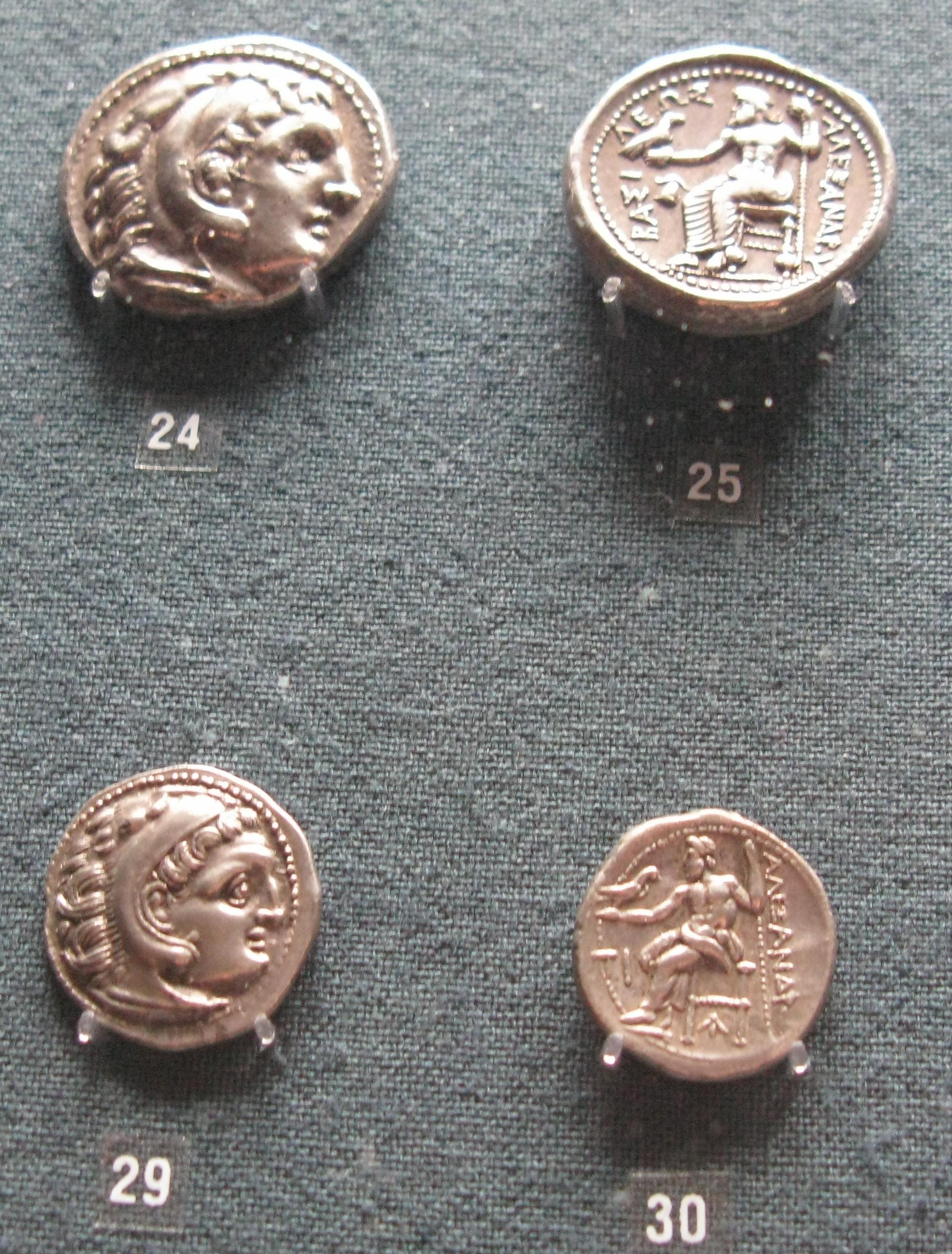
Монеты эпохи Александра Македонского
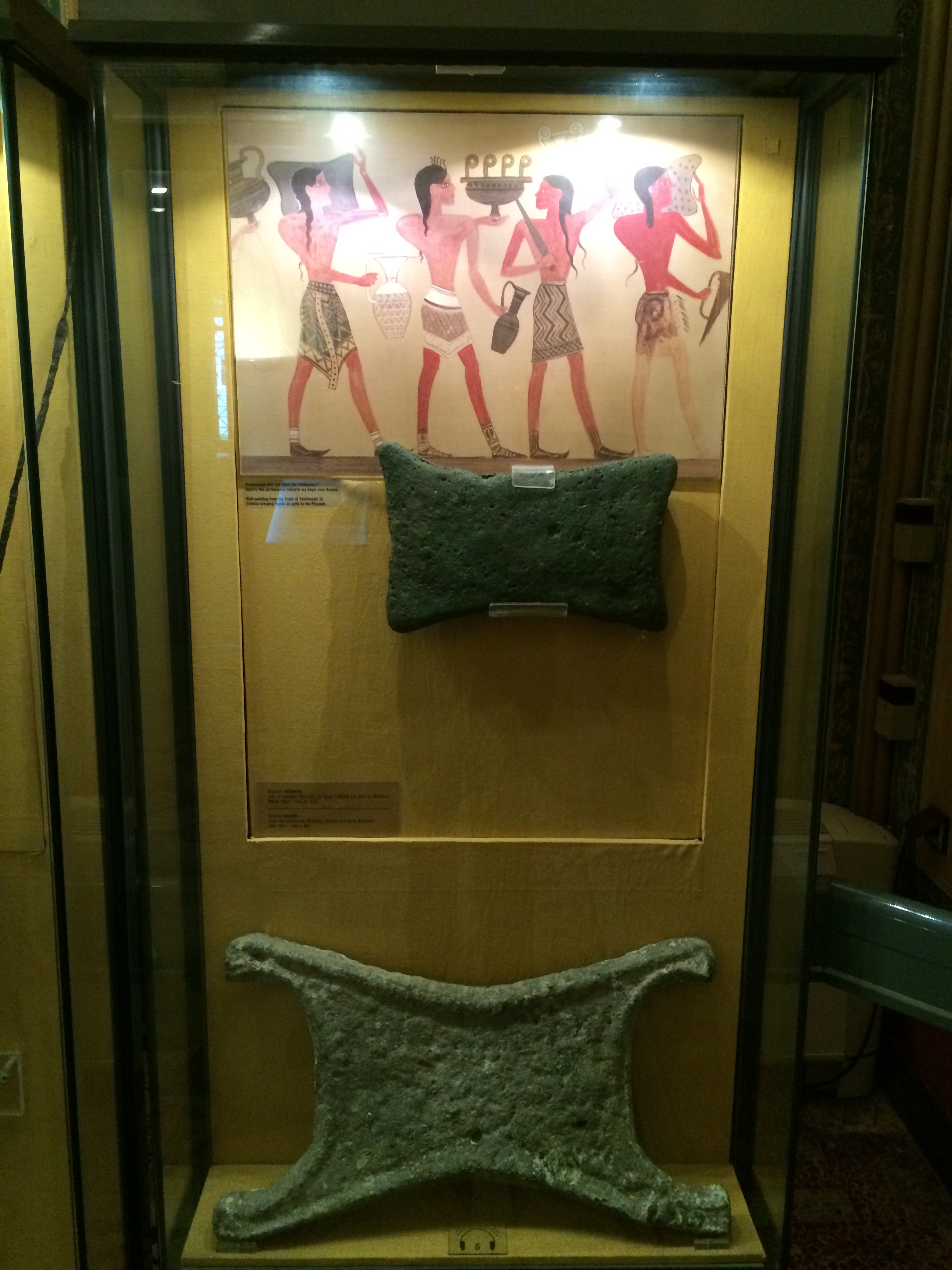
Медные слитки в форме бычьих шкур, найденные на острове Крит и в древнем городе Микены

Самые ранние предметы датируются XIV веком до н. э. Посетителям музея представлен ряд уникальных коллекций монет с VI века до н. э. по V век н. э. Это монеты из греческих полисов эллинистического и римского периодов, основные византийские и средневековые коллекции из Западной Европы, Востока и Османской империи. Музейная библиотека насчитывает 12 000 специализированных изданий по истории денежного обращения.

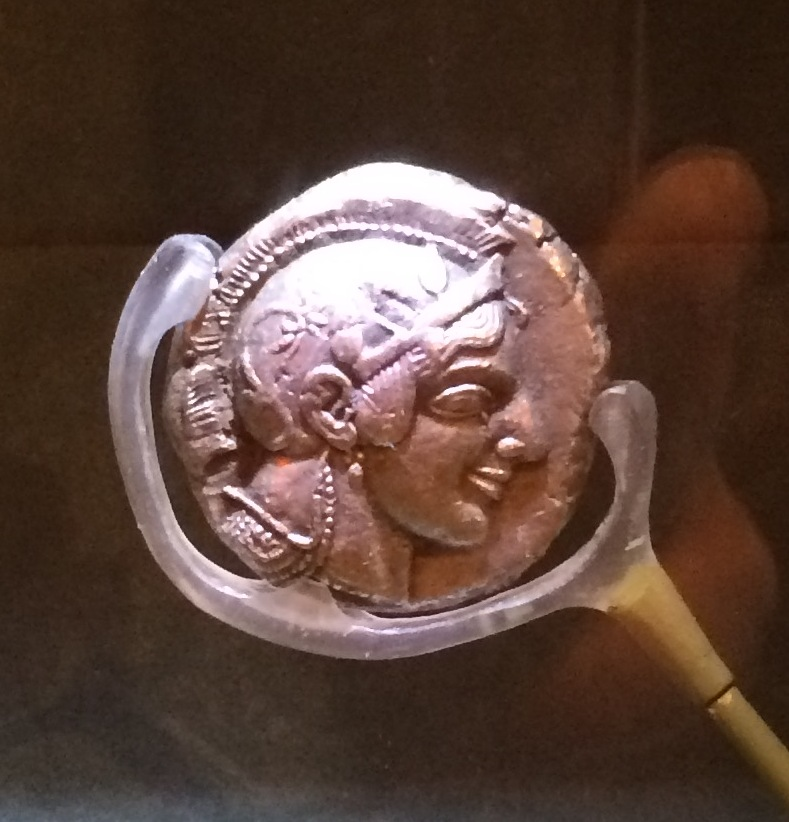
Серебряная декадрахма, правый профиль богини Афины в шлеме. Афины, 467—465 годы до н. э.
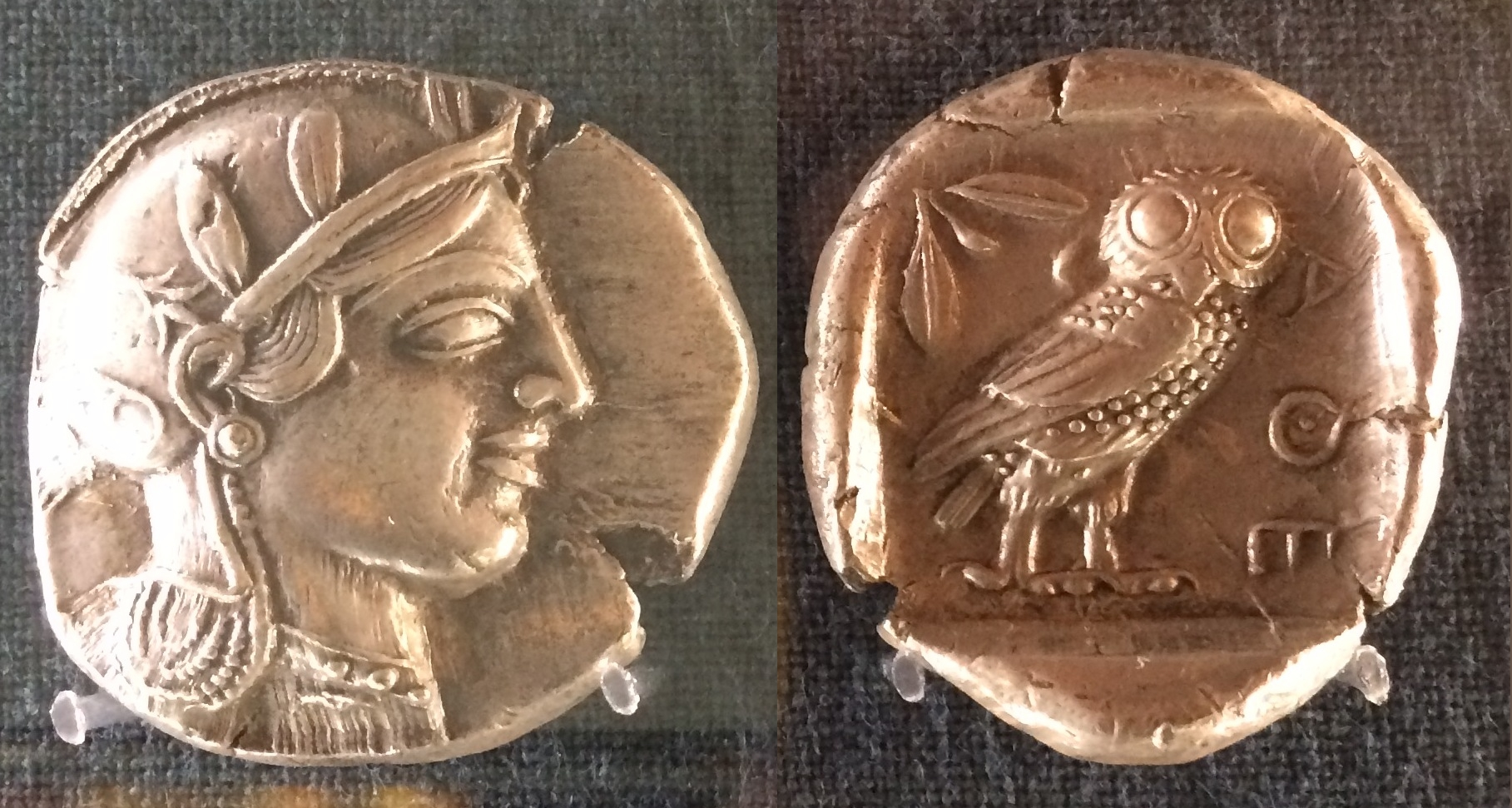
Серебряная драхма. Правый профиль богини Афины, сова с оливковой ветвью
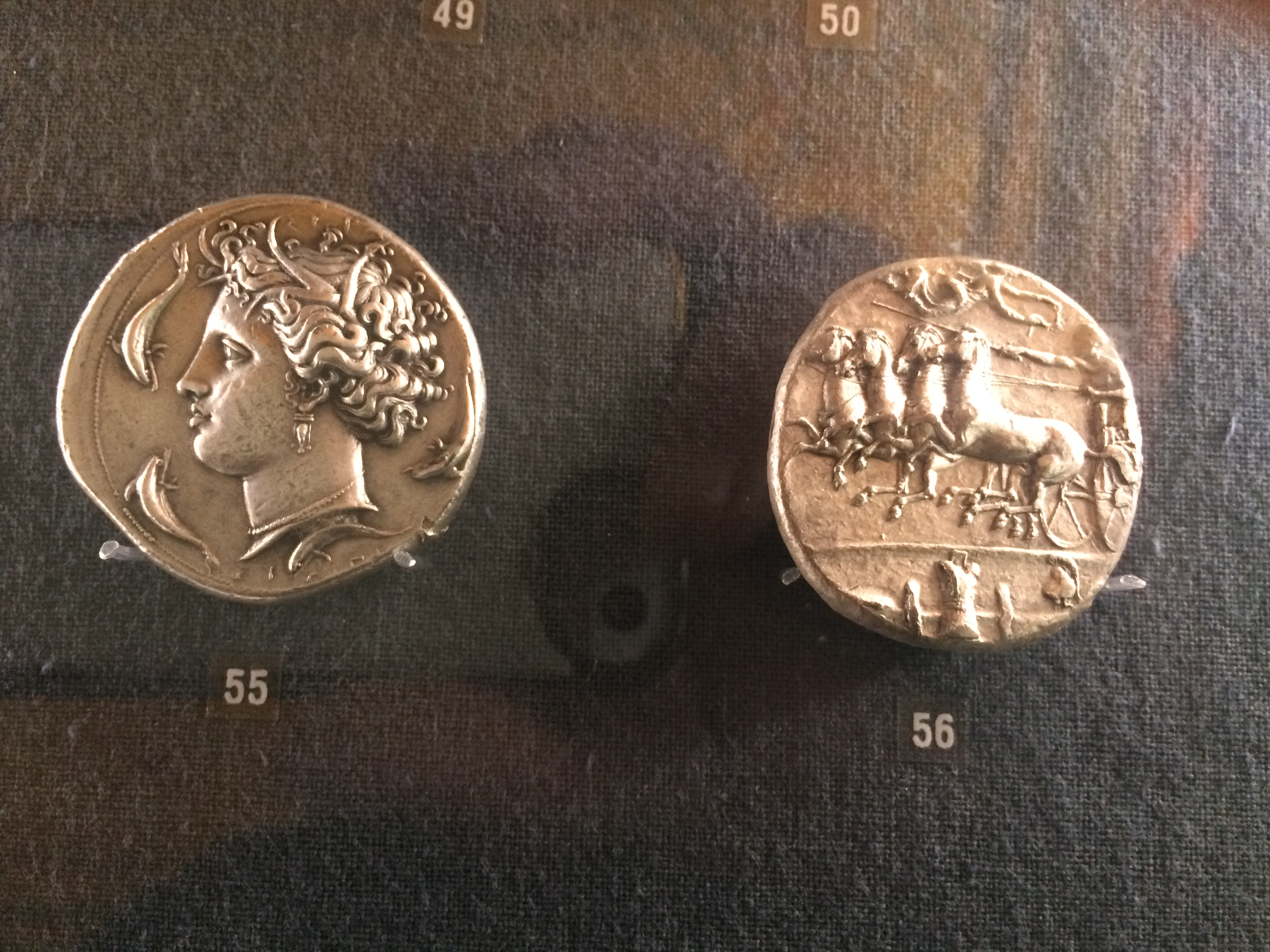
Серебряная декадрахма Сиракузы, Сицилия. Левый профиль Аретусы
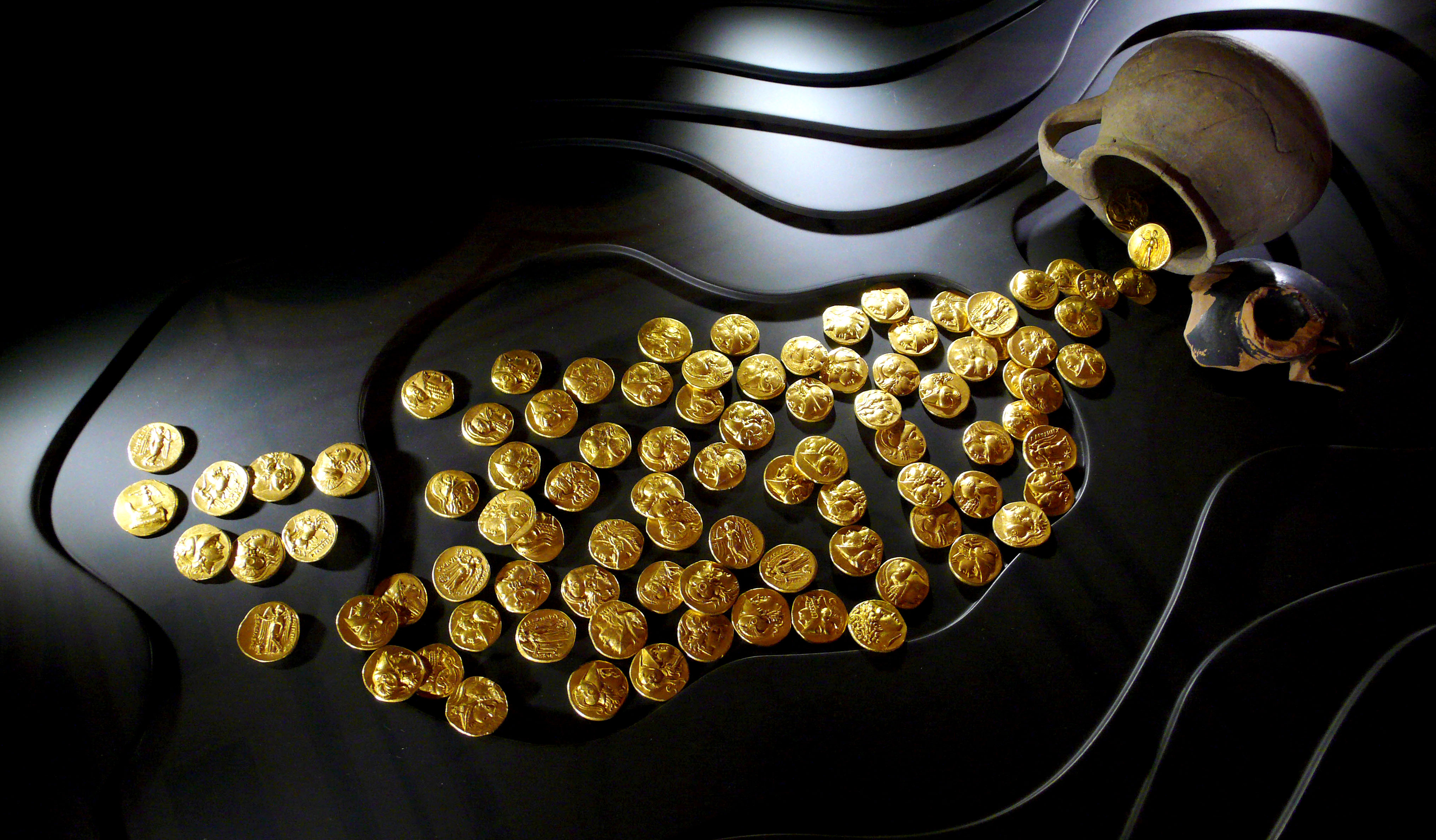
Чаша с золотыми монетами с острова Эпидавр, III век до н. э.
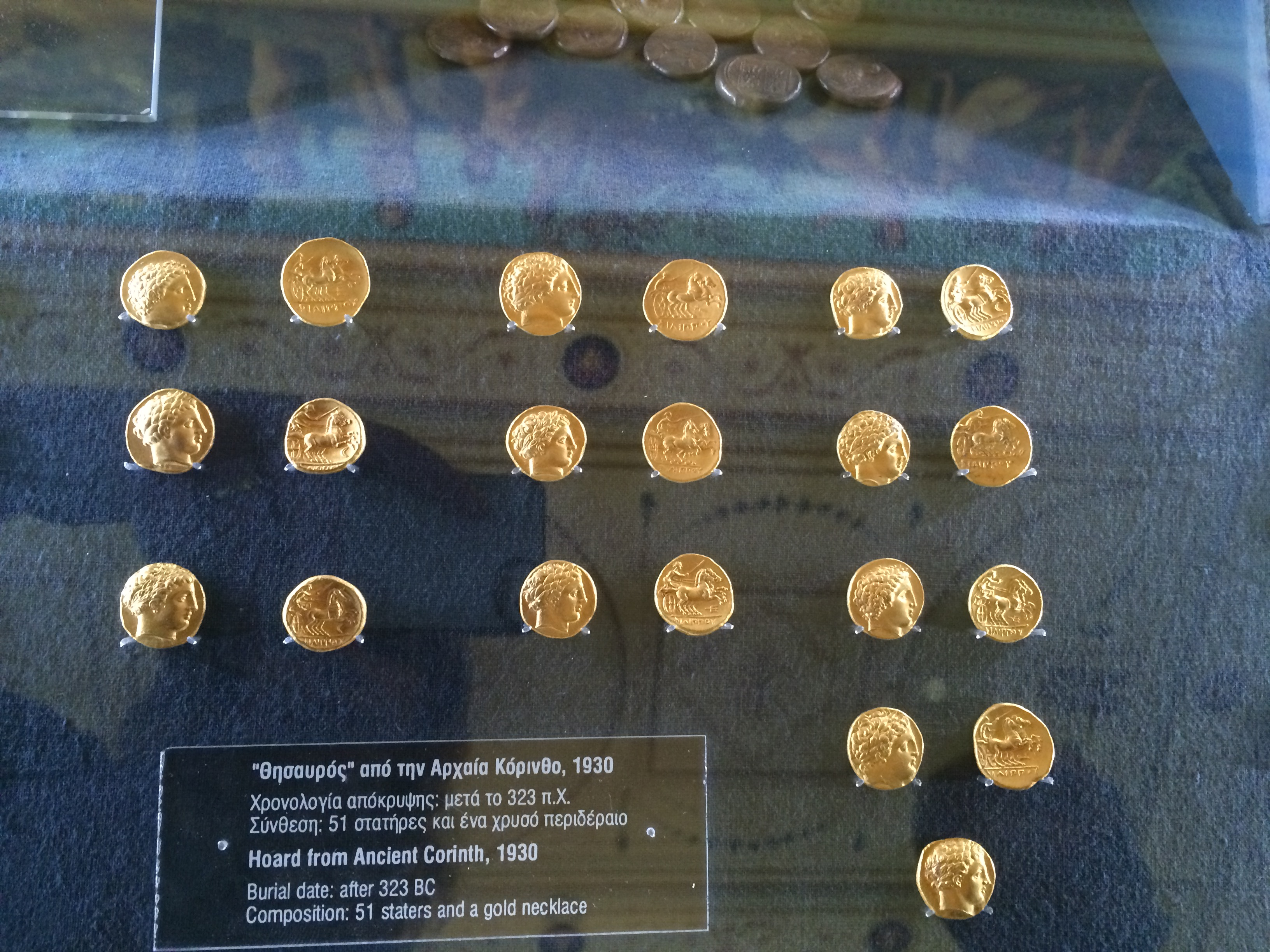
Монеты 323 года до н. э. Коринф
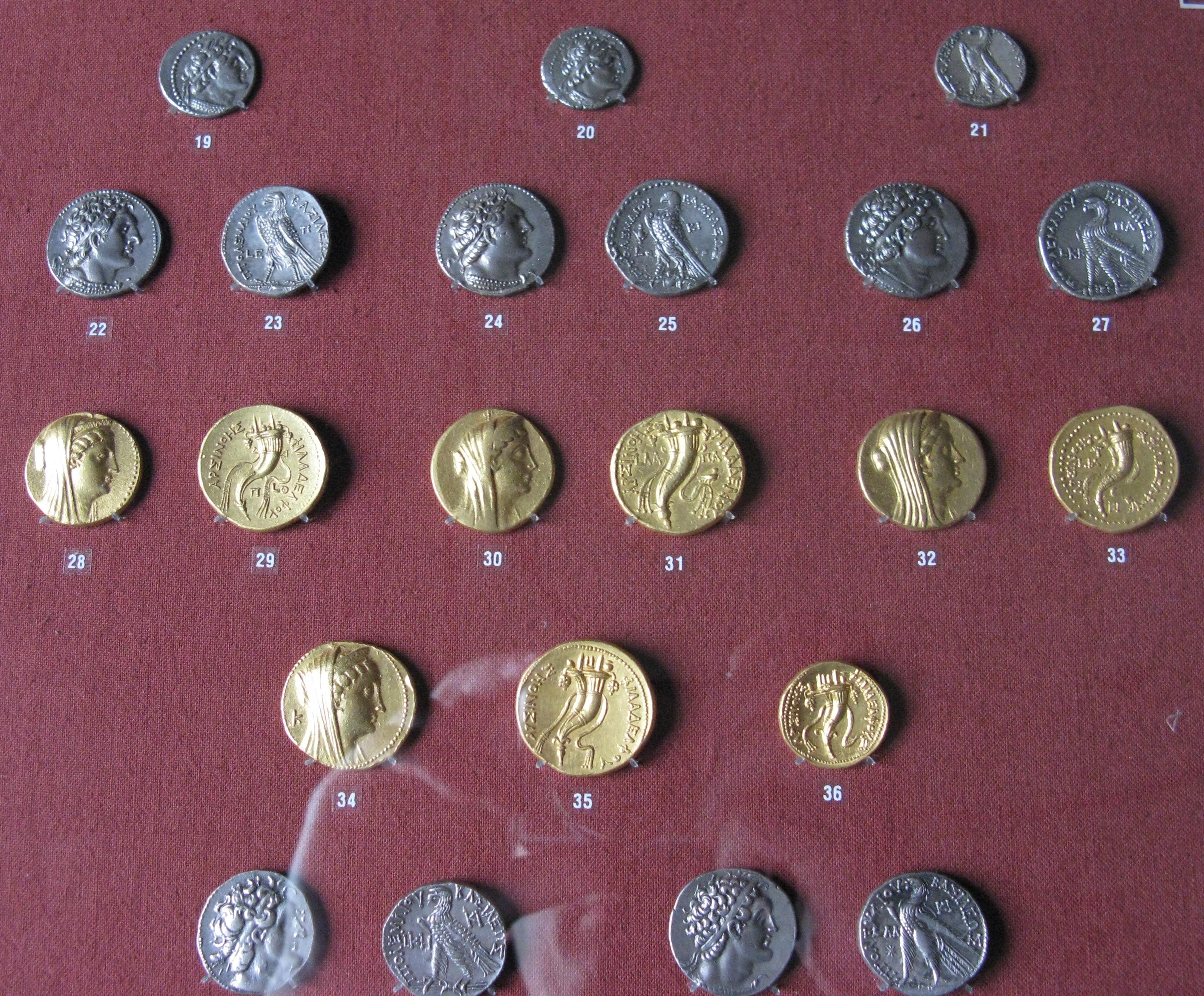
Монеты эпохи правления династии Птолемеев
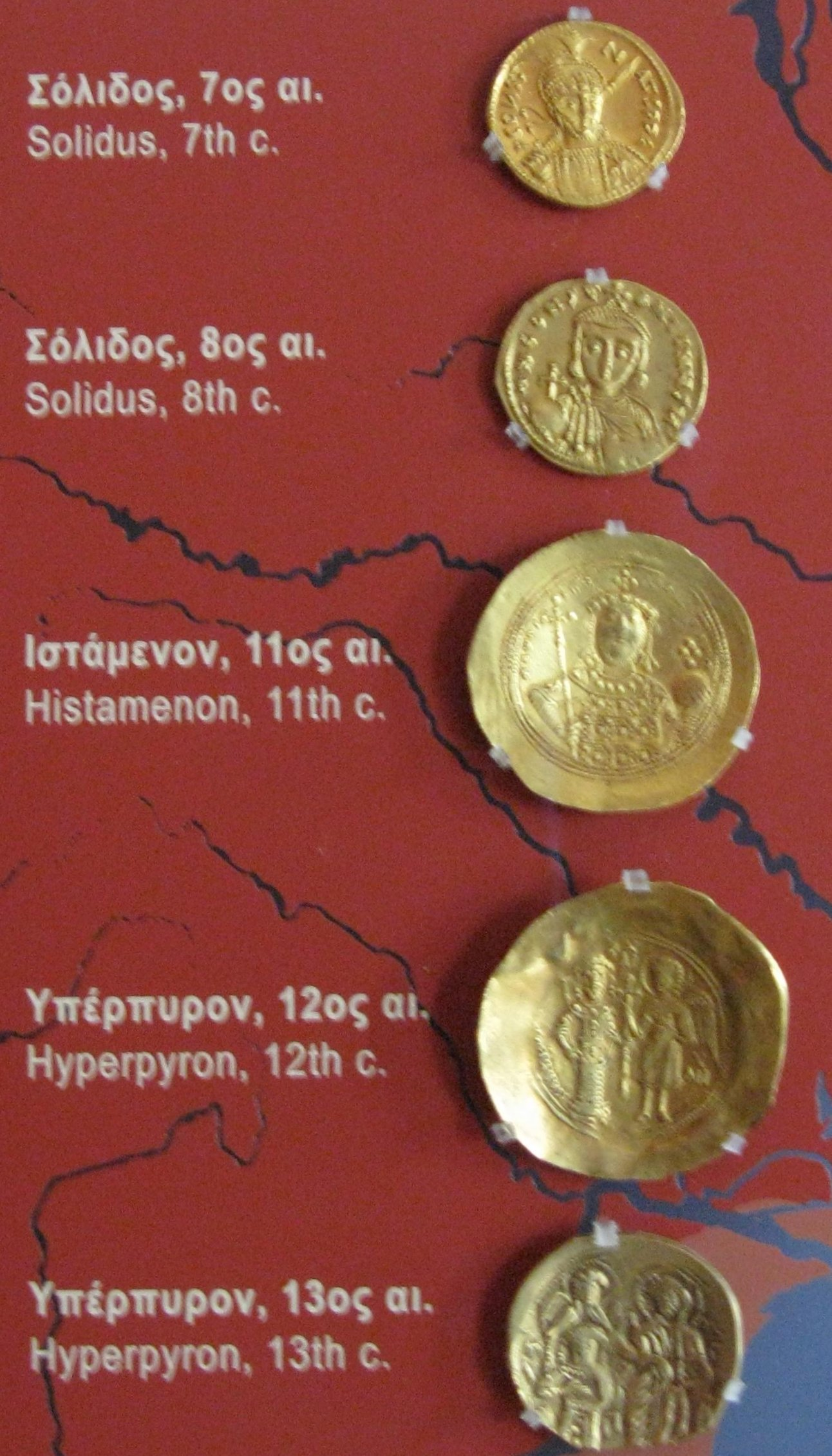
Монеты Византийской империи

## Постоянные выставки

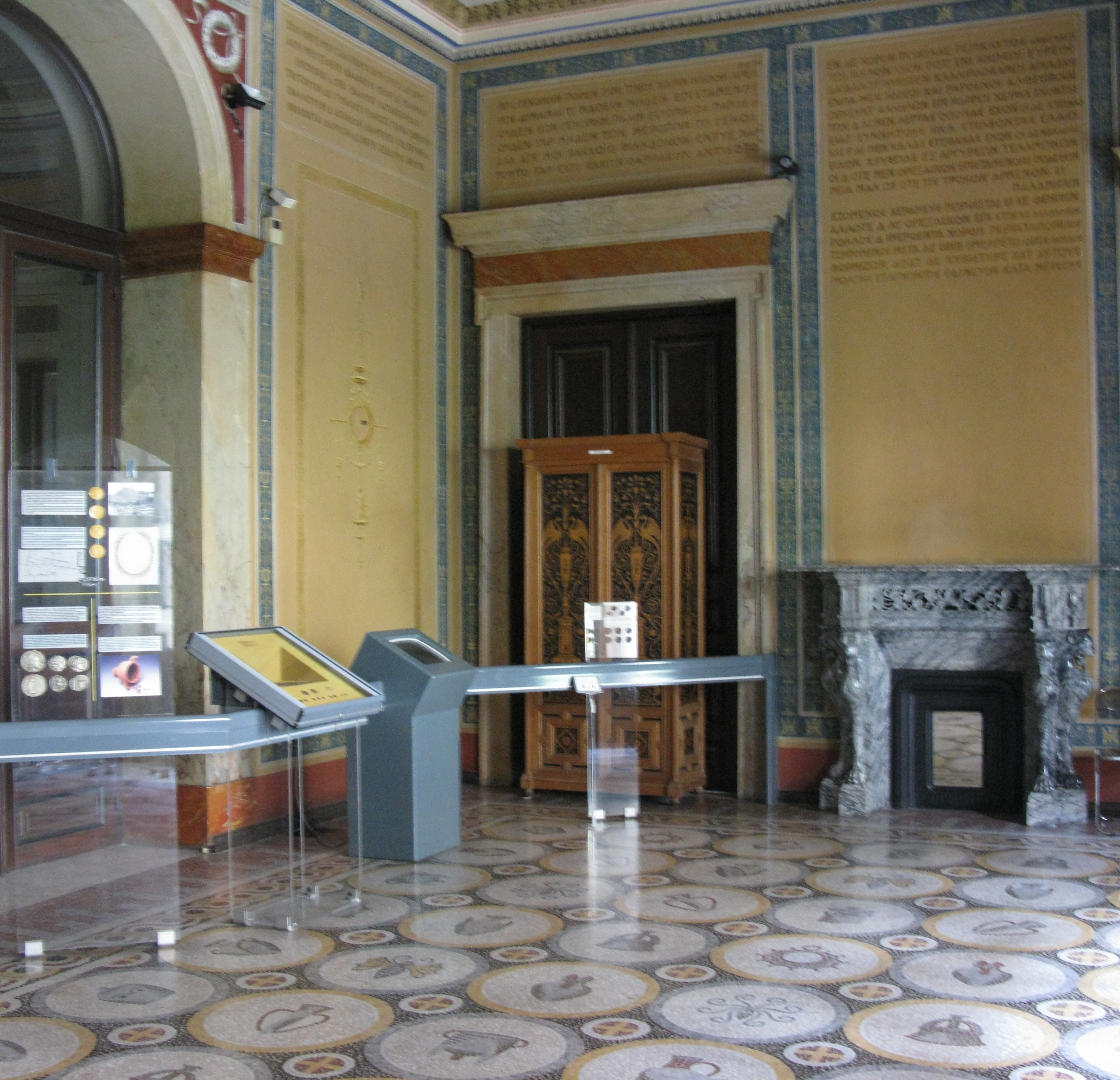
Один из залов музея

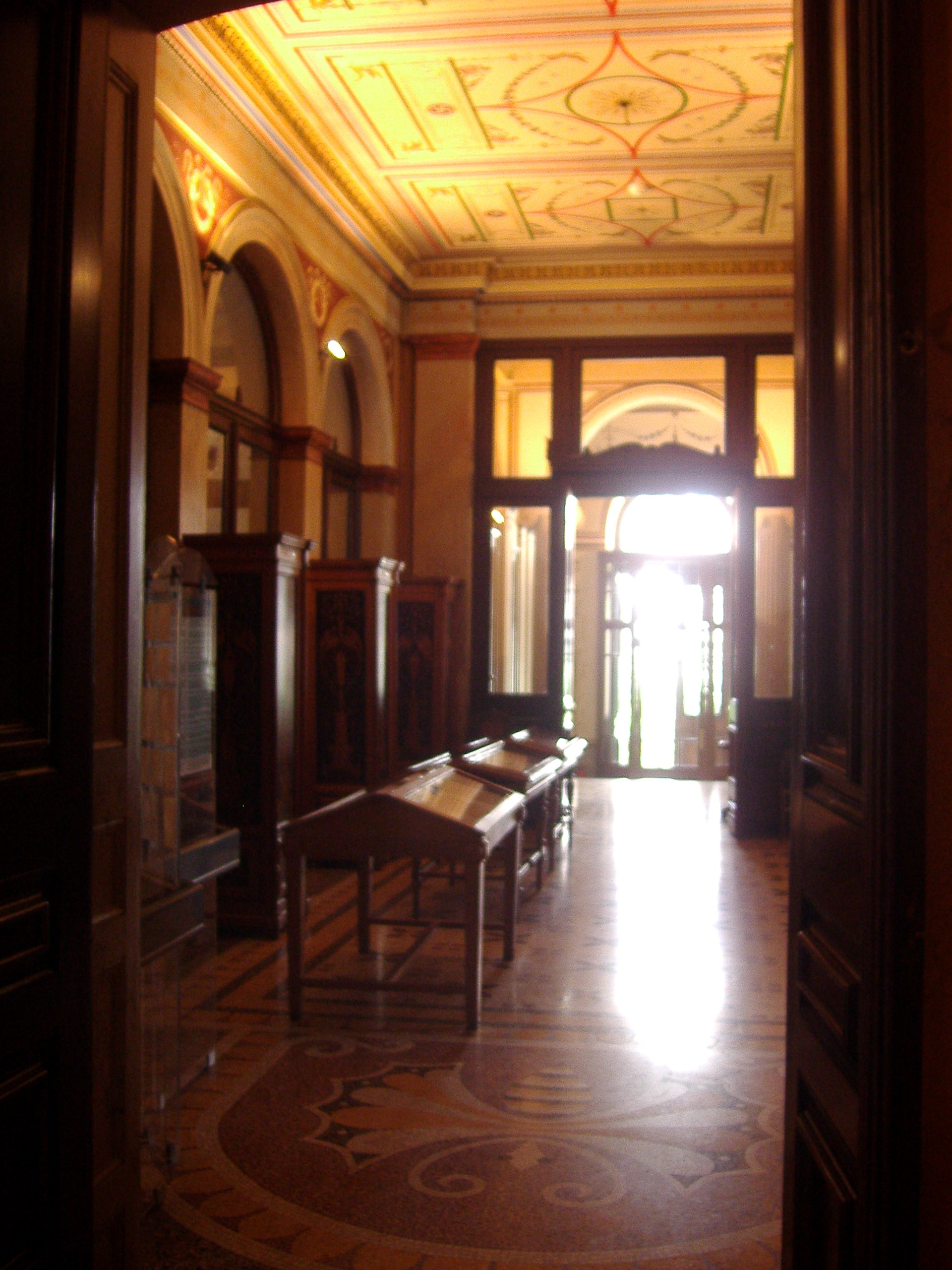
Оформление зала

- Первый этаж[10][14]:

Илионский дворец и Генрих Шлиман
Монеты древнегреческого мира — Происхождение и распространение
Монеты древнегреческого мира — Международные и общие монеты
Монеты древнегреческого мира — Иконография и идеология
Монеты и археология
Великие жертвователи музея нумизматики
- Второй этаж[14][15]:

Монеты Римской Империи
Монеты Византийский Империи
Монеты средневекового мира
Монеты современности
Монеты современной Греции
Медали со всего мира
Деньги и общество
Деньги и фильмы